# Linli
Linli (chinesisch 临澧县, Pinyin Línlǐ Xiàn) ist ein Kreis der bezirksfreien Stadt Changde im Norden der chinesischen Provinz Hunan. Er hat eine Fläche von 1.204 Quadratkilometern und zählt 373.043 Einwohner (Stand: 2020).

## Administrative Gliederung
Auf Gemeindeebene setzt sich der Kreis aus acht Großgemeinden und zwei Gemeinden zusammen.